# ドロップシッピング
ドロップシッピングとはインターネット上における商品の広告または販売の一形態で、商品等をウェブサイトの閲覧者が購入した場合に商品の発送を、販売したウェブサイトの提供者や広告者ではなく、製造元や卸元が直接行う取引方法の名称である。また、三国間貿易でも使われることがある。

## 概要
ドロップシッピングとはネットショップで注文が入った時点で、それをメーカーや卸売り業者（以下、ベンダー）から直送させるネットショップの運営方法の一形態である。ユーザー側のネットショップでは商品提供業者の卸値に自由に上乗せをして販売し、差額分がネットショップの利益となる。ネットショップは注文を受け次第、注文情報をベンダーに転送することで商品の発送を代行してもらうことができる。
ドロップシッピングには、DSP（ドロップシッピング・サービス・プロバイダ）と呼ばれる業者が存在し、販売者とベンダーの仲介業務を行う。

## ドロップシッピングのメリット
ユーザー側のメリット
- ユーザー側は在庫を持たずにネットショップを開くことができる。
- ベンダー側が用意している商品説明文や、商品画像などを利用できる。
- 発送作業をベンダー側に代行してもらうことができる。

ベンダー側のメリット
- 販売業務の一部を、ユーザー側のネットショップに委託することができる。

## 問題
2009年に入り「在庫を持たずに簡単に儲かる」などとの触れ込みで一般人をユーザに勧誘し、ネットショップを開店させて、初期費用等の名目でユーザから金銭（1ユーザにつき数十～数百万円程度）を徴収する業者が複数現れている。中には初期費用を払ってサイトを開設したにもかかわらず商品の注文があっても「在庫がない」などとして商品を発送しない業者もおり、実際にはユーザ側は当初の触れ込みどおりに儲かることが非常に少ないためいわゆる「内職商法」などと同じ悪徳商法の一つではないかとしてマスメディアでも問題点が取り上げられ始めている。また国民生活センター等への相談も急増しており、一部では集団訴訟に発展するケースも見られる。
2012年3月には詐欺容疑で初の逮捕者が出た。